# 이집트 홍해 원유 유출 사고
2010년 6월 20일, 이집트에선 홍해의 원유가 유출되어 해양 생태계가 위협받고 있다고 밝혔다.
후르가다 환경보호보전위(HEPCA)에 따르면 홍해에선 15일부터 대량의 기름 덩어리가 홍해에 떠다니기 시작했다고 했으며, 현재 원유를 유출한 기업들은 밝혀지지않았지만, 해당 업체들이 피해 보상을 할 것이라고 하였다.

## 같이 보기
- 엑슨발데즈 원유 유출 사고
- 딥워터 허라이즌 폭발사고